# 다르다니아 왕국

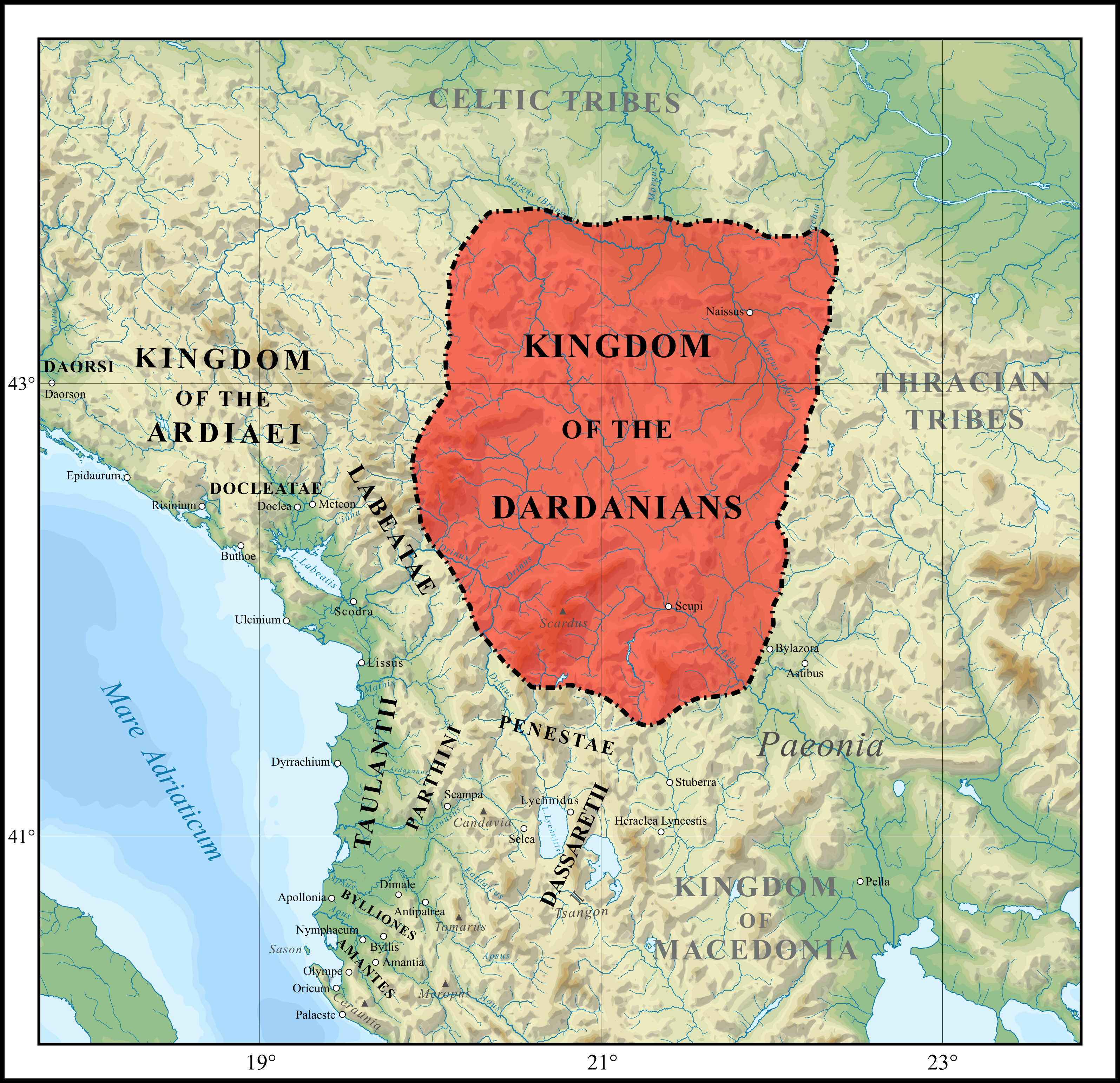
기원전 3세기 후반 다르다니아 왕국의 대략적 영역.

다르다니아 왕국(라틴어: Regnum Dardaniae)은 고전 고대에 발칸반도 중부에 있던 정체(政體)이다. 다르다니아 정체의 핵심을 이루던 다르다니아인(Dardani)의 이름을 땄다. 다르다니아의 영토는 오늘날의 코소보 지역을 중심으로 하였고, 이외에 현재 북마케도니아, 세르비아, 알바니아에 해당하는 일부 지역도 포함하였다. 다르다니아인은 고발칸 부족의 하나로, 당대 문헌에서는 일리리아인의 일파로 언급된다. 다르다니아의 동부 지역은 트라키아어와 일리리아어의 상호 접촉 지역이었다.
켈트족의 침략으로 마케도니아의 세력이 약화된 이후 다르다니아는 이 지역에서 강성해졌다. 기원전 230년 다르다니아의 일리리아인 왕이던 롱가루스는 파이오니아의 빌라조라를 함락시켰고, 기원전 230~229년 이들은 안티고노스 왕조 마케도니아의 국왕 데메트리오스 2세 아에톨리코스를 격파하였다.
기원전 28년, 마케도니아 속주의 지방총독(proconsul)이던 마르쿠스 리키니우스 크라수스(삼두정치의 수장이던 마르쿠스 리키니우스 크라수스의 손자)는 다키아인과 바스타르나이에 대한 원정 중에 왕국을 공식적으로 합병하였다. 이후 이 지역은 기원전 15년 모이시아 속주로 편입되었다가 기원후 293년에는 다시 다르다니아 속주(Dardania)로 편성되었다.

## 같이 보기
- 다르다니아인
- 코소보의 역사
- 일리리아인